# Timur Kaczarawa
Timur Władimirowicz Kaczarawa (ros. Тиму́р Влади́мирович Качара́ва, gruz. თემურ კაჭარავა; ur. 21 sierpnia 1985, zm. 13 listopada 2005 w Petersburgu) – rosyjski student filozofii, muzyk rockowy, działacz antyfaszystowski, anarchistyczny oraz społeczny pochodzenia gruzińskiego. Zamordowany w wieku 20 lat przez skrajnie nacjonalistycznych działaczy w Petersburgu.

## Życiorys
Timur Kaczarawa urodził się w rodzinie oficera Armii Radzieckiej w pobliżu Czarnobyla. Jego matka była nauczycielką języka niemieckiego. Studiował filozofię na Petersburskim Uniwersytecie Państwowym, gdzie był zaangażowany w studencką grupę antyfaszystowską i anarchistyczną, która organizowała antyfaszystowskie demonstracje oraz akcje charytatywne. W 2003 założył hardcore punkowy zespół Sandinista!, w którym grał na gitarze. W 2005 grał także dla koncertującej w Szwecji crust punkowej grupy Distress.
13 listopada 2005 Timur Kaczarawa wydawał posiłki w ramach akcji Jedzenie Zamiast Bomb na Placu Włodzimierza w Petersburgu. Po zakończeniu akcji udał się ze swoim znajomym Maksimem Zgibają do księgarni Bukwoed. Tam zostali okrążeni przez grupkę mężczyzn, którzy przed atakiem wykrzykiwali słowa "Anti-antifa". Timur otrzymał pięć ciosów nożem w korpus i szyję. Zmarł przed przyjazdem karetki wezwanej przez pracowników księgarni. Maksim Zgibaja również dźgnięty i poważnie ranny.

## Rozprawa
Ponad 3000 studentów Petersburskiego Uniwersytetu Państwowego zwróciło się do prezydenta Rosji, Władimira Putina, aby znaleźć i ukarać morderców. W grudniu 2005 policja aresztowała siedmiu podejrzanych, którzy ostatecznie przyznali się do przestępstwa. 7 sierpnia 2007, jeden ze sprawców – Aleksander Szabalin został skazany na 12 lat więzienia pod zarzutem morderstwa i podżegania do nienawiści etnicznej lub rasowej. Sześciu innych członków gangu, którzy trzymali Kaczarawa i powstrzymywali go przed stawieniem oporu, zostało oskarżonych o podburzanie do nienawiści społecznej i otrzymali wyroki w zawieszeniu.
Rodzina Kaczarawa oraz przyjaciele i znajomi uważali, że Timur był ofiarą zorganizowanej i dobrze uzbrojonej grupy neonazistowskiej. Jego przyjaciele zeznali, że był śledzony, otrzymywał groźby przez telefon i był wcześniej atakowany. Według dziennikarki Galiny Stoljarowej, powołującej się na prawnika rodziny ofiary, napisała w Transitions Online, że sąd zaakceptował scenariusz, w którym morderca twierdził, że spontanicznie zasugerował pobicie działacza antyfaszystowskiego, przez co nie obciążył innych napastników wspólnikami morderstwa.